# Ichneumon bidentator
Ichneumon bidentator là một loài tò vò trong họ Ichneumonidae.